# آلفردو راموآ
آلفردو راموآ (انگلیسی: Alfredo Ramúa؛ زادهٔ ۴ سپتامبر ۱۹۸۶) بازیکن فوتبال اهل آرژانتین است.
از باشگاه‌هایی که در آن بازی کرده‌است می‌توان به باشگاه فوتبال اسپورتینگ کریستال اشاره کرد.